# 梶永正史
梶永 正史（かじなが まさし、1969年 - ）は、日本の小説家。 山口県長門市出身。
2013年、『このミステリーがすごい!』大賞受賞者。日本推理作家協会会員。温泉ソムリエアンバサダー、日本酒ナビゲーター。

## 略歴
- 山口県立美祢工業高等学校機械科を卒業[1]。大手外資系IT企業に勤務する傍ら39歳より本格的な執筆稼働を開始し、『このミステリーがすごい!』大賞には第9回から4年連続で応募して受賞に至った[3]。
- 受賞時のプレスリリースによると、「30代最後の初詣で、これまでなにも成し遂げたことがなかったことに焦りを感じて執筆を始めた」と語っている。
- Kindle Storeより配信されていた「光と、陰と、その隙間」は第10回応募作を改稿したもので、実家である長門市が舞台になっている。
- 現在某芸大に在籍中で作家と会社員と芸大生の3足のわらじとして活動している。
- よみうりカルチャー北千住にて小説講座「エンタメ小説を書こう！」、KADOKAWAマンガアカデミー専門部「ノベル・シナリオ専攻」などで講師を務めている。

## エピソード
- 実在の俳優を思い浮かべて相関図を作り[3]、執筆は片道2時間の通勤時間を利用し、ほとんどスマホで行っている[4][5]。
- 『小説現代』2014年7月号[要ページ番号]に『器用貧乏』というコラムを寄稿しており、「なんでも人並みにできるかわりに、なにひとつ極められていない」と語っている。
- 「ガバナンスの死角」には”八木圭子”、「白鷹雨音」には”八木圭一郎”という、『このミステリーがすごい！』大賞を同時受賞した八木圭一を文字ったキャラクターが登場している。同様に八木圭一著「警察庁最重要案件指定 靖國爆破を阻止せよ」には”梶永”という名前のキャラクターが登場している。

## 作品一覧

### 長編

#### 郷間彩香シリーズ
- 警視庁捜査二課・郷間彩香 特命指揮官（2014年1月 宝島社、2015年1月 宝島社文庫）
- 警視庁捜査二課・郷間彩香 ガバナンスの死角（2015年7月 宝島社、2016年9月 宝島社文庫）
- 警視庁捜査二課・郷間彩香 ハイブリッド・セオリー（2017年2月 宝島社文庫）
- 警視庁捜査二課・郷間彩香 パンドーラ（2018年5月 宝島社文庫）
- トラブルメーカー／警視庁捜査二課・郷間班（2019年9月 宝島社文庫）

#### 田島慎吾シリーズ
- パトリオットの引き金／警視庁捜査一課・田島慎吾（2017年11月 講談社ノベルズ、2019年5月 講談社文庫-『銃の啼き声』に改題）
- 殺意の証／警視庁捜査一課・田島慎吾（2019年6月 講談社ノベルズ)
- 潔癖刑事／仮面の哄笑（2020年7月 講談社文庫)

#### 青山愛梨シリーズ
- アナザー・マインド／x１捜査官　青山愛梨（2018年12月 ハルキ文庫）
- ストロボライト／x１捜査官　青山愛梨（2020年1月 ハルキ文庫）

豊川亮平シリーズ
- ドリフター（2022年4月 双葉文庫）
- ドリフター２　対消滅（2023年11月 双葉文庫）
- ドリフター　天空の悪魔（2025年5月 双葉文庫）

#### その他
- 組織犯罪対策課 白鷹雨音（2017年2月 朝日新聞出版）
  - 조직범죄 대책과 시라타카 아마네（2023年3月 韓国語版）
- ノー・コンシェンス／要人警護員・山辺努（2018年4月 祥伝社文庫）
- 産業医・渋谷雅治の事件カルテ シークレットノート（2021年4月 角川文庫）
- ウミドリ　空の海上保安官（2023年10月 河出書房新社）
- ゴールドナゲット 警視庁捜査一課・兎束晋作(2024年6月)(光文社文庫)
- デラシネ　放浪捜査官・草野誠也の事件簿「鏡の海」篇（2024年12月 潮出版社）

### アンソロジー
- 5分で読める!ひと駅ストーリー 猫の物語（2014年9月 宝島社文庫）「仲直り」
- 5分で読める!ひと駅ストーリー 旅の物語（2015年12月 宝島社文庫）「ロストハイウェイ」
- 5分で驚く!どんでん返しの物語（2016年6月 宝島社文庫）「ロストハイウェイ」
- 10分間ミステリー THE BEST（2016年9月 宝島社）「最後の客」
- このミス大賞作家書き下ろしBOOK Vol.22（2018年9月 宝島社）「郷間彩香には関わるな／第一話　鈴木の場合」
- このミス大賞作家書き下ろしBOOK Vol.23（2018年12月 宝島社）「郷間彩香には関わるな／第二話　秋山の場合」
- このミス大賞作家書き下ろしBOOK Vol.24（2019年3月 宝島社）「郷間彩香には関わるな／第三話　三浦の場合」
- ３分で読める！コーヒーブレイクに読む喫茶店の物語（2020年6月 宝島社）「睡魔」
- 5分でドキッとする！意外な恋の物語（2020年８月 宝島社）「仲直り」
- 猫で窒息したい人に贈る25のショートミステリー（2025年4月 宝島社）「お猫様」
- 小説推理７月号（2025年5月　双葉社）「コネクテッド」

## メディア・ミックス

### テレビドラマ
フジテレビ系
- 土曜プレミアム 特命指揮官 郷間彩香（2016年10月22日、主演：松下奈緒）

テレビ東京・BSテレビ東京系
- 月曜プレミア8 ハクタカ 白鷹雨音の捜査ファイル（2021年3月22日、主演：真木よう子）